# Хафсиди
Хафсидите са управляващата династия в Ифрикия (днешен Тунис и части от съседните страни) в периода 1229 – 1574 години.
Хафсидите се откъсват от властта на Алмохадите при Абу Закария (1229 – 1249), който основава собствена династия в Ифрикия със столица Тунис. При управлението на династията, в Ифрикия пристигат много бежанци от Кастилия и Арагон. Наследникът от Закария – Мохамед I ал-Мустансир (1249 – 1277) се сдобива титлата халиф.
През XIV век в управлението настъпва временна криза. Хафсидите подчиняват от Абдалвадидите Тлемсен, но между 1347 и 1357 година е на два пъти завоюван от Маринидите от Мароко. Въпреки това Маринидите не успяват да се наложат над бедуините и благодарение на тях, Хафсидите опазват властта си. По това време върлува и черната смърт, намалявайки населението на Ифрикия, което допълнително усложнява положението с властта. При Абд ал-Азиз II (1394 – 1434) се разраства пиратството над християнски кораби по северноафриканското крайбрежие, което предизвиква отговор от страна на Арагон и Венеция, които изпращат флотилии за нападения над крайбрежните градове на Тунис по онова време.
Утман (1435 – 1488) връща доверието на контрагентите и керванната търговия Hafsidy в Сахара и с Египет се разраства, както и морската търговия с Венеция и Арагон. От това време бедуините и по-големите градове под властта на Хафсидите се сдобиват със самостоятелност и де факто накрая на управлението на династията под властта ѝ остават само градовете Тунис и Константина (в днешен Алжир).
В XVI век Хафсидите са въвлечени в битката за Тунис между Испания и берберските пирати, подкрепяни от Османската империя. Пиратите начело с Хайредин Барбароса печелят битката и през 1574 г. настъпва края на управлението на Хафсидите, признали ограничения сюзеренитет на Испания над своята територия с цел да отхвърлят властта на Цариград.